# Journée nationale de la mémoire et de l’engagement envers les victimes de la mafia
 (avril 2025).
La mise en forme du texte ne suit pas les recommandations de Wikipédia : il faut le « wikifier ».
Les points d'amélioration suivants sont les cas les plus fréquents. Le détail des points à revoir est peut-être précisé sur la page de discussion.
- Les titres sont pré-formatés par le logiciel. Ils ne sont ni en capitales, ni en gras.
- Le texte ne doit pas être écrit en capitales (les noms de famille non plus), ni en gras, ni en italique, ni en « petit »…
- Le gras n'est utilisé que pour surligner le titre de l'article dans l'introduction, une seule fois.
- L'italique est rarement utilisé : mots en langue étrangère, titres d'œuvres, noms de bateaux, etc.
- Les citations ne sont pas en italique mais en corps de texte normal. Elles sont entourées par des guillemets français : « et ».
- Les listes à puces sont à éviter, des paragraphes rédigés étant largement préférés. Les tableaux sont à réserver à la présentation de données structurées (résultats, etc.).
- Les appels de note de bas de page (petits chiffres en exposant, introduits par l'outil «  Source ») sont à placer entre la fin de phrase et le point final[comme ça].
- Les liens internes (vers d'autres articles de Wikipédia) sont à choisir avec parcimonie. Créez des liens vers des articles approfondissant le sujet. Les termes génériques sans rapport avec le sujet sont à éviter, ainsi que les répétitions de liens vers un même terme.
- Les liens externes sont à placer uniquement dans une section « Liens externes », à la fin de l'article. Ces liens sont à choisir avec parcimonie suivant les règles définies. Si un lien sert de source à l'article, son insertion dans le texte est à faire par les notes de bas de page.
- La présentation des références doit suivre les conventions bibliographiques. Il est recommandé d'utiliser les modèles {{Ouvrage}}, {{Chapitre}}, {{Article}}, {{Lien web}} et/ou {{Bibliographie}}. Le mode d'édition visuel peut mettre en forme automatiquement les références.
- Insérer une infobox (cadre d'informations à droite) n'est pas obligatoire pour parachever la mise en page.

Pour une aide détaillée, merci de consulter Aide:Wikification.
Si vous pensez que ces points ont été résolus, vous pouvez retirer ce bandeau et améliorer la mise en forme d'un autre article.
La Journée nationale de la mémoire et de l’engagement envers les victimes de la mafia (en italien Giornata nazionale della memoria e dell'impegno in ricordo delle vittime delle mafie) est une occasion annuelle de sensibilisation et de mobilisation en hommage la mémoire des victimes des mafias en Italie et dans le monde, organisée depuis 1996 par le réseau d'associations anti-mafia Libera.
La date de la manifestation correspond au premier jour du printemps (21 mars), qui a été choisi parce qu'il "symbolise [à la fois] la renaissance et la vie" et le début d'un chemin "à long terme" d'engagement et d'espoir. Selon Nando Dalla Chiesa, l'un des principaux spécialistes du mouvement civil et social antimafia, cette initiative est devenue "au fil du temps l'un des plus grands rendez-vous fixes inscrits à l'agenda de l'Italie civile".
En mars 2017, elle a été reconnue par l'État italien (Loi 8 mars 2017, n. 20), comme la " Journée nationale de la mémoire et de l’engagement envers les victimes de la mafia".

## Histoire de l'événement

### Contexte historique
L'idée d'une journée pour unir la mémoire et l'engagement au nom des victimes des mafias est née au milieu des années 1990, à la fin d'une période qui avait vu de grands bouleversements politiques et une flambée de violence criminelle exceptionnelle dans l'histoire de l'Italie. D'une part, la fin de la guerre froide avait provoqué une crise du système politique italien de l'après-guerre qui n’a pas résisté aux enquêtes anti-corruption lancées à Milan par le pool de juges à l'origine de l'opération « Mani Pulite » (« Mains Propres »). D'autre part, et à la même époque, la confirmation définitive par la Cour de Cassation, en 1992, des condamnations prononcées dans le premier maxi-procès à Cosa Nostra en Sicile, a déclenché une offensive mafieuse sans précédent qui a atteint son point culminant avec les attentats de Capaci et de via D'Amelio en Sicile et, dans la péninsule, par les attentats de via dei Georgofili à Florence, de via Palestro à Milan, de San Giorgio al Velabro et de San Giovanni in Laterano à Rome.
Alors que la crise politique a renouvelé les institutions de l’Etat et le système des partis politiques, la stratégie terroriste poursuivie par la mafia provoque une opposition civile et sociale ferme et passionnée, qui donne une impulsion supplémentaire au mouvement anti-mafia. En particulier, les épisodes survenus en Sicile, à Capaci et à Via d'Amelio à Palerme, ont conduit, entre l'été 1994 et le printemps 1995, à la naissance d'un réseau national d'associations, auquel on a donné le nom de Libera. L'un des premiers actes de ce nouveau réseau d’associations a été celui de concevoir et de proclamer le 21 mars 1996 une journée de mémoire et d'engagement en souvenir des victimes innocentes des mafias.

### Genèse de l'événement
Le père Don Luigi Ciotti, fondateur de Libera et, depuis le début et jusqu'à aujourd'hui, son président, raconte que l'impulsion initiale de consacrer une journée à la mémoire de toutes les victimes innocentes des mafias a été suscitée par des rencontres avec deux mères de policiers assassinés par Cosa Nostra : Carmela Montinaro, mère d'Antonio Montinaro, chef d'escorte du juge Giovanni Falcone tué dans l'attentat de Capaci, et Saveria Antiochia, mère de Roberto Antiochia, tué alors qu’il s’était porté volontaire pour protéger le commissaire de police Ninni Cassarà. Dans le premier cas, le père Ciotti se rappelle qu'il était assis à côté d’elle lors d'une commémoration officielle du massacre de Capaci, quand Carmela Montinaro s'est agrippée à son bras, lui confiant en larmes la douleur de ne jamais voir prononcer le nom de son fils  en ces occasions. Le père Ciotti a tiré de cette dénonciation la double intuition, d'une part, de la nouvelle direction à donner à l'engagement social contre les mafias et, d'autre part, de la continuité entre cette nouvelle voie et celle qu'il avait lui-même suivie auparavant avec le Groupe Abele de Turin : "Soudain, j’ai compris que, comme dans la lutte contre la drogue ou la marginalisation, dans la lutte contre les mafias aussi, il s'agissait de repartir du b.a.-ba des relations humaines. De l'écoute des personnes et de la reconnaissance de leurs droits", en commençant par le droit au nom : "cette femme avait le droit de prononcer le nom de son fils, qui, au contraire, dans les différentes interventions était invariablement rappelé seulement comme l'un des "gars de l'escorte".
La démarche du père Ciotti a croisé avec celui qui avait été parcouru de manière autonome par Saveria Antiochia qui, après la mort de son fils Roberto, avait commencé dans les médias, dans les écoles et aussi dans la politique, une activité fière, énergique et courageuse de dénonciation, de témoignage et de lutte contre les mafias. Depuis la fins des années soixante, le Centro Impastato, baptisé à la mémoire de Peppino Impastato, établit une liste des victimes de la mafia sicilienne. Cependant, à cette époque, lorsqu’un juge ou un politicien était assassiné, les médias ne prononçaient pas le nom des policiers chargés de la protection, ni les noms des victimes non visées par les mafieux. En 1985, Saveria Antiochia milite pour rendre hommage à toutes les victimes, même inconnues ; son fils Roberto Antiochia était chargé de la protection du policier Antonino Cassarà et il a été tué, ainsi que le policier, dans un attentat à la kalashnikov dans un quartier résidentiel de Palerme. En adhérant dès la première heure aux activités de Libera, Saveria Antiochia a contribué de manière décisive à la réalisation concrète de la première édition de la Journée, à motiver et à organiser le premier groupe de familles, à la mise en place et à la vérification de la première liste de noms de victimes. Ainsi, si Carmela Montinaro a sensibilisé tout le monde au droit au nom, Saveria Antiochia a incarné de manière exemplaire, d'un point de vue éthique et pratique, l'autre pilier de la Journée du 21 mars : le lien entre mémoire et engagement.

### L'événement et les principes de la Journée du 21 mars
La "Journée nationale de la mémoire et de l’engagement envers les victimes de la mafia" est un événement qui nécessite des mois de planification, dans les écoles et les groupes associatifs, dans le réseau territorial de Libera et avec les parents des victimes innocentes. Cette période de préparation est fondamentale pour la réflexion et la formation dans les écoles et dans le réseau associatif, pour le partage du thème et le choix du "slogan" annuel qui accompagne le 21 mars, et fait partie d'un parcours par étapes (appelé "Les cent pas vers le 21 mars") qui mène à la Journée, ce qui en fait un moment unique, capable de stimuler un engagement renouvelé vers les nombreux objectifs que Libera se fixe.
La journée est marquée par une première procession d'environ 3 km dans les rues de la ville italienne choisie chaque année et par un moment culminant représenté par la lecture publique et partagée de l’ensemble des noms des victimes innocentes de toutes les mafias, regroupés dans une liste publique et continuellement mise à jour. Le cortège d’ouverture est composé par les familles des victimes, regroupées derrière la bannière de la Journée, tandis que la lecture publique de la liste est confiée à plusieurs voix, celles des familles et celles des représentants des associations et institutions impliquées dans la lutte contre les mafias. Cette liste, qui est le résultat d'une vérification et d'une mise à jour constantes effectuées par Libera en collaboration avec les familles des victimes et tous ceux qui suggèrent de nouvelles histoires de victimes, répond à deux critères essentiels. Le premier est la certitude de l'innocence de la victime, la seconde est la nécessité d'exprimer une mémoire non sélective : cela signifie que la liste inclut toutes les victimes innocentes des mafias, indépendamment de leur rôle dans la société, des fonctions qu'elles occupaient, de leur nationalité, de leur sexe ou de leurs croyances religieuses. Conformément à cette approche, qui reconnaît l'égale dignité de chaque victime innocente, la liste est lue selon un critère purement et strictement chronologique.
Les principes qui s'expriment dans ce « rite laïque » sont le droit au nom et donc le droit  à la mémoire et le lien fort entre mémoire et engagement. Le droit au nom ne doit pas être compris dans un sens juridique, "civil", mais dans un sens éminemment éthique et existentiel : "le nom est pour chacun le premier certificat d'existence ; il témoigne de notre unicité en tant que personne, de l'importance de notre histoire individuelle". Grâce à la réaffirmation de l'identité individuelle et à la reconstruction de l'histoire et du contexte de chaque vie, une mémoire vivante devient possible: les victimes innocentes des mafias sont arrachées à l'oubli, leur dignité en tant que personnes est reconnue et la mémoire de la personne par la famille se voit attribuer une valeur d'espoir et un sens positif, actif et socialement partagé. "Ayant retrouvé leur nom et l'intégrité de leur histoire, les morts ne sont (...) plus de pauvres restes à pleurer, mais des vies à chérir". C'est-à-dire à protéger, honorer et raconter. Cette opération de mémoire devient un engagement dans la mesure où, à travers elle, "On consacre la valeur de la vie, non pas comme un instrument de pouvoir mais comme un bien à protéger ; on reconstruit des morceaux importants de l'Histoire de notre pays, étroitement liés à la vie de ces personnes ; on discerne les liens avec notre vie et la responsabilité qui nous attend ; on définit un profil éthique vers lequel tendre; on rend concrète la dimension génératrice du changement, qui fait part de l’engagement".

### Les différentes éditions
Au fil des années, la "Journée nationale de la mémoire et de l’engagement envers les victimes de la mafia" a considérablement évolué à tous égards, tout en gardant son cap et ses principes de base inchangés. En particulier, elle a connu une croissance exponentielle en termes de nombres des participants et des initiatives, elle s'est différenciée et articulée d'un point de vue organisationnel et s'est enrichie de nouveaux moments de rencontre, d'approfondissement, de témoignage et de sensibilisation. Le travail de recherche sur les victimes innocentes des mafias a permis d'élargir la liste des noms d'environ trois cents lors de la première édition à plus de mille dans la vingt-sixième édition. Entre les années 1990 et 2000, des formes tangibles de témoignage de l'utilité sociale de la lutte antimafia menée par l'association Libera ont commencé à être expérimentées. Lors de la deuxième édition, qui s'est tenue à Niscemi, le premier terrain de jeu pour enfants de la ville sicilienne a été inauguré : "Piazza 21 Marzo", don de Libera à la Ville. La journée a été dédiée cette année-là aux enfants, à l'occasion du dixième anniversaire de la mort de Giuseppe Cutruneo et Rosario Montalto, deux enfants de Niscemi âgés de 8 et 11 ans, victimes innocentes des mafias. Lors de la troisième édition, qui s'est tenue à Reggio de Calabre, le "Guide pour l'application de la loi 109/1996 sur l'utilisation sociale des biens de la mafia" a été présenté au collège "Diego Vitrioli". À Casarano, en 2000, tous les participants ont reçu en don une bouteille d'huile d'olive vierge extra "Libera", produite sur les terres confisquées au chef mafieux Bernardo Provenzano. À partir des années 2000, des séminaires ont commencé à être organisés et parfois, comme lors de l'édition de Turin en 2006, des concerts . Depuis la huitième édition, qui s'est tenue à Modène en 2003, l'attention portée à l'expansion des mafias en dehors des frontières de l'Italie du Sud amène la Journée de la mémoire et de l'engagement dans plusieurs villes du Centre-Nord : elle aura lieu à Turin en 2006, à Milan en 2010, à Gênes en 2012, à Florence en 2013, à Bologne en 2015, à Padoue en 2019. À partir de 2006, la veille de la Journée de la mémoire et de l'engagement, la rencontre entre les familles des victimes est ritualisée. Les veillées de la dix-neuvième et de la vingt-deuxième édition sont, en ce sens, d’exceptionnelle importance: à Latina (Latium), en 2014, le pape François Ier organise une veillée de prière avant de rencontrer les proches des victimes, tandis qu'à Locri (Calabre), en 2017, c'est le président de la République Sergio Mattarella qui les rencontre. Du côté de la participation populaire, on passe  des environ cinq cent participants lors de la première édition aux deux cent mille de la vingtième, tenue à Bologne en 2015. À partir de l’édition successive (2016), la vingt-et-unième, l'événement national, qui se déroule chaque année dans une ville différente, est accompagné, d'abord en Italie, puis en Europe et dans le monde, d'un nombre croissant (de l'ordre de plusieurs milliers) d'événements locaux, lors desquels le rite  laïque de la lecture publique et partagée de la liste des noms est répété simultanément. En cette année de pandémie de Covid-19, la vingt-cinquième édition, prévue à Palerme, se tient avec succès sur Internet et les réseaux sociaux.
Liste des éditions uniques :
- 1996 - Rome
- 1997 - Niscemi (CL)
- 1998 - Reggio de Calabre
- 1999 - Corleone (PA)
- 2000 - Casarano (LE)
- 2001 - Torre Annunziata (NA)
- 2002 - Nuoro
- 2003 - Modène
- 2004 - Gela (CL)
- 2005 - Rome
- 2006 - Turin
- 2007 - Polistena (RC)
- 2008 - Bari
- 2009 - Naples
- 2010 - Milan
- 2011 - Potenza
- 2012 - Gênes
- 2013 - Florence
- 2014 - Latina
- 2015 - Bologne
- 2016 - Messine
- 2017 - Locri (RC)
- 2018 - Foggia
- 2019 - Padoue
- 2020 - (prévue à Palerme, est déplacée sur Internet et les médias sociaux en raison de la pandémie de covid 19)
- 2021 - (à Rome et dans d'autres villes italiennes avec des initiatives en direct et des événements en ligne contingents)
- 2022 - Naples